# Са нама се завршава
Са нама се завршава (енгл. It Ends with Us) је љубавни роман који је написала Колин Хувер. Темељи се на односу између њене мајке и оца, а роман је описала као „најтежу књигу коју сам икада написала”.
Од 2019. роман је продат у преко милион примерака широм света и преведен је на преко двадесет језика. Наставак под називом Са нама почиње објављен је у октобру 2022. Филмска адаптација биће приказана у августу 2024.

## Радња
Лили живот никад није мазио, али је то није спречило да се и даље бори. Прешла је дуг пут од одрастања у малом месту — завршила је студије, преселила се у Бостон и започела каријеру. А кад упозна и згодног неурохирурга Рајла Кинкејда, одједном јој се чини да је њен живот савршен.
Рајл је тврдоглав и помало арогантан, али нежан и диван према Лили, и она не може да га избаци из главе. Али мучи је то што он не воли да се везује. Иако Лили постаје изузетак од овог правила, она се и даље пита зашто је то тако.
Док је преплављују сумње о новој вези, појављује се Атлас Кориган, Лилина прва љубав, и враћа је у прошлост коју је давно оставила иза себе. Он је био њена сродна душа и заштитник, а његов повратак прети да угрози њену везу са Рајлом.